# Anne-Charlène Bezzina
Anne-Charlène Bezzina, née le 20 juillet 1987 à Cannes, est une juriste française spécialiste de droit constitutionnel.

## Biographie
Anne-Charlène Bezzina naît le 20 juillet 1987 à Cannes. Elle est la fille unique d'un père avocat et d'une mère professeure de piano. Bachelière à 14 ans, elle suit des études de droit à l'université Paris 1 Panthéon-Sorbonne.
Elle est docteure en droit public de la même université, avec une thèse soutenue en 2012 intitulée Les questions et les moyens soulevés d'office par le Conseil constitutionnel. Sa thèse reçoit le prix de thèse du Sénat 2013 et celui de l'Institut universitaire Varenne. Elle est publiée la même année aux éditions Dalloz.
Elle est depuis 2015 maître de conférences en droit public à l’université de Rouen, membre associée de l'Institut des sciences juridique et philosophique de la Sorbonne, et chargée d'enseignement à Sciences Po à partir de 2023.
Ses publications et activités de recherches portent sur le droit constitutionnel et spécifiquement sur le contentieux constitutionnel,. Elle est l'autrice d'ouvrages de droit constitutionnel,. Elle est membre de l'observatoire des politiques publiques en période de pandémie et de l'Association française des constitutionnalistes. Elle est membre du Comité éditorial de la revue politique et parlementaire dont elle dirige la rubrique des pouvoirs,. Elle est fréquemment consultée sur les questions constitutionnelles et politiques en médias télévisuels, et de presses écrites,,.

## Publications
- sous la direction de Michel Verpeaux, Les questions et les moyens soulevés d'office par le Conseil constitutionnel, Paris 1, 2012
- co-écrit avec Michel Verpeaux, Textes constitutionnels et politiques, PUF coll. Thémis, 2018 (ISBN 978-2-13-081157-2, lire en ligne)[pertinence contestée]
- Cette constitution qui nous protège, XO éditions, octobre 2024[22]
- avec Thomas Snégaroff, Ve République - Anatomie d'un régime en crise, Les Arènes, mai 2025, 154 p. (ISBN 9791037513823, lire en ligne)